# Messner (motorfiets)
Messner is een historisch motorfietsmerk.
Mechanische Werkstätten Franz Messner, Wenen (1928-1934).
Franz Messner was een bekende coureur, die in 1928 begon met de bouw van wegracemotoren. De 248cc-blokken betrok hij van JAP. Later maakte hij zelf OHC-blokken, eveneens van 248 cc.